# Lost in La Mancha
Lost in La Mancha är en dokumentärfilm från år 2002 av Keith Fulton och Louis Pepe om den havererade inspelningen av Terry Gilliams filmprojekt The Man Who Killed Don Quijote. Fulton och Pepe följde även Gilliam under inspelningen av De tolv apornas armé, vilket resulterade i dokumentären The Hamster Factor and Other Tales of Twelve Monkeys (1997).